# Menophra syrdarjana
Menophra syrdarjana là một loài bướm đêm trong họ Geometridae.